# ریوسنترو

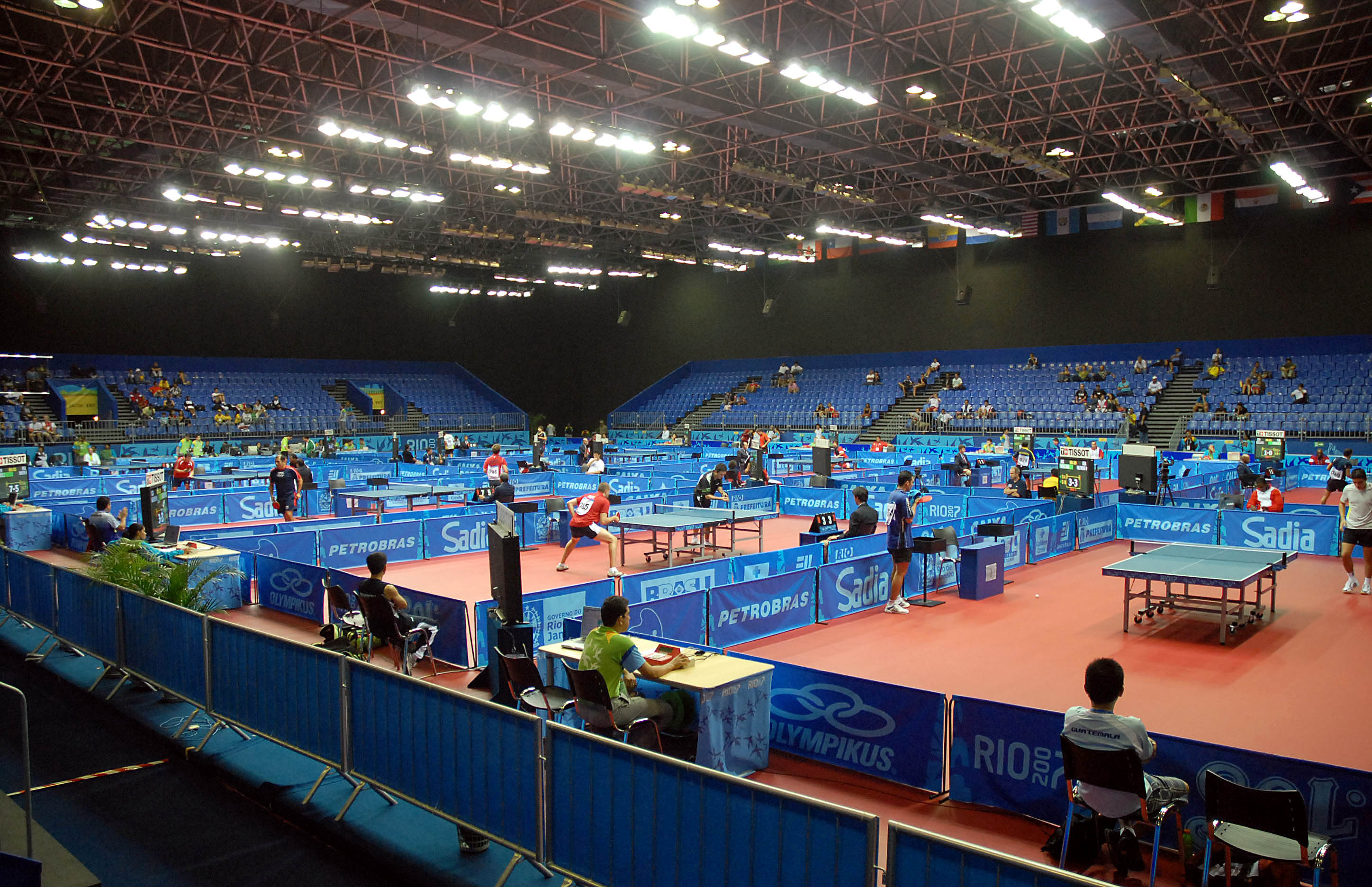

ریوسنترو (پرتغالی: Riocentro) یک مجموعه ورزشی و مرکز همایش در ریودو ژانیرو، برزیل است.
این مجموعه که دارای ۶ سالن ورزشی می‌باشد سالن شماره ۲ میزبان مسابقات وزنه‌برداری، سالن شماره ۳ میزبان مسابقات تنیس روی میز، سالن شماره ۴ میزبان مسابقات بدمینتون و سالن شماره ۶ میزبان مسابقات بوکس در بازی‌های المپیک تابستانی ۲۰۱۶ خواهد بود.